# Kappa Gruis
Kappa Gruis (κ Gruis, förkortat Kappa Gru, κ Gru) som är stjärnans Bayerbeteckning, är en ensam stjärna belägen i den södra delen av stjärnbilden Tranan. Den har en skenbar magnitud på 5,37 och är synlig för blotta ögat där ljusföroreningar ej förekommer. Baserat på parallaxmätning inom Hipparcosuppdraget på ca 9,0 mas, beräknas den befinna sig på ett avstånd på ca 360 ljusår (ca 112 parsek) från solen.

## Egenskaper
Kappa Gruis är en orange till röd jättestjärna av spektralklass K5 III och befinner sig på den asymptotiska jättegrenen. Den har en radie som är ca 12,4 gånger större än solens och utsänder från dess fotosfär ca 525 gånger mera energi än solen vid en effektiv temperatur av ca 4 100 K.
Kappa Gruis ingår i stjärnströmmen Arcturus Moving Group.